# École russe d'échecs

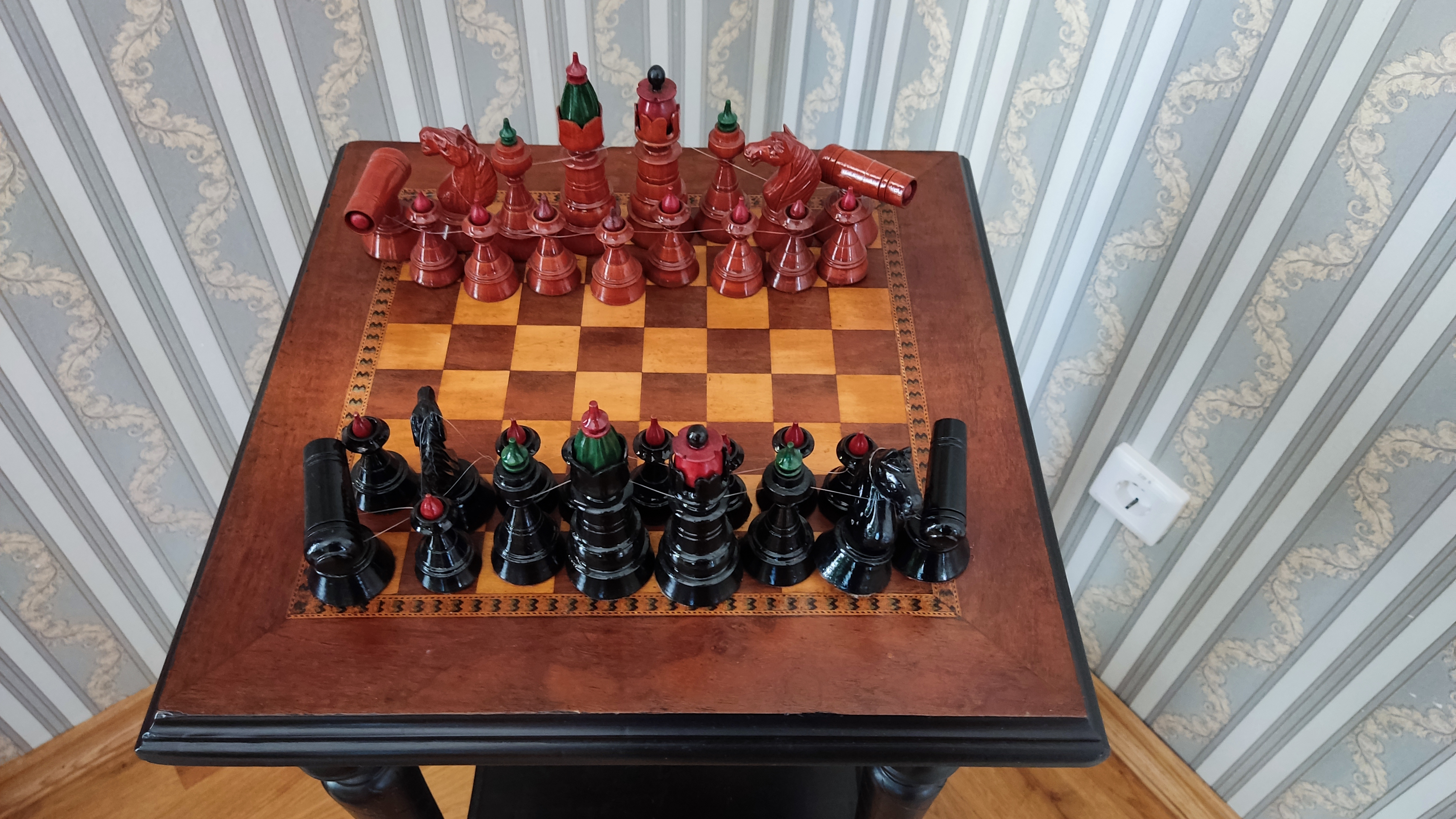
Un échiquier dans la propriété d'Afanassi Fet.

L'école russe d'échecs comprend un ensemble de joueurs qui se sont illustrés dans la grande Russie, et notamment dans sa capitale, Saint-Pétersbourg. Il s'agit notamment d'Alexandre Dmitrievitch Petrov (1794-1867), de Carl Friedrich von Jaenisch (1813-1872), de Mikhaïl Ivanovitch Tchigorine (1850-1908) ou encore de Semion Zinovievitch Alapine (1856-1923). Ces derniers ont compté comme les analystes les plus érudits de leur temps, en contrepoint de la Pléiade berlinoise. Parmi leurs contemporains russes de second plan, on comptait Ilia Choumov (1819-1881), Sergueï Ouroussov (1827-1897) et Emanuel Schiffers (1850-1904), qui a formé, entre autres, le candidat au titre mondial Mikhaïl Tchigorine, bien qu'étant né la même année que lui. 
Après la création de l'URSS, le jeu d'échecs connut une popularité sans précédent dans le pays, une carrière subventionnée par l'État pouvant améliorer les conditions de vie pour toute la famille, et le jeu se révélant être un espace de liberté alors que le système politique était répressif (voir École soviétique d'échecs).